# Vindkraftens historia

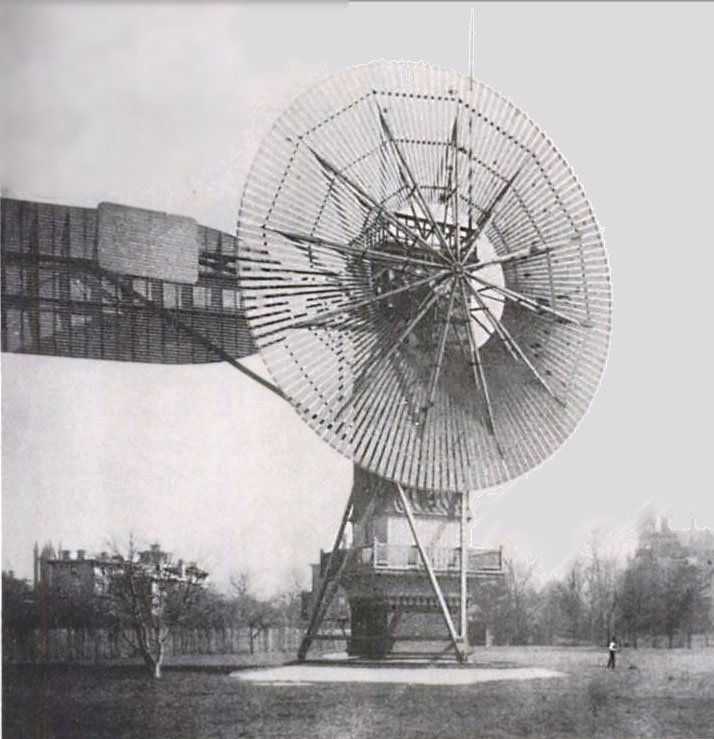
Charles Brushs vindturbin från 1888, använd för att generera elektricitet.

Vindkraft har använts lika länge som människor har satt upp segel i vinden. I mer än tvåtusen år har vindkraftdrivna maskiner malt korn och pumpat vatten. Vindkraft fanns tillgänglig på de flesta ställen och var inte beroende av strömmande vatten, eller, senare, behövde inget bränsle. Vindkraftdrivna pumpar tömde de nederländska poldrarna, och i torra områden som på Australiens landsbygd erbjöd vinddrivna pumpar tillgång till vatten till boskap och ångmaskiner.
Med utvecklingen av den elektriska energin fick vindkraften nya tillämpningar med att lysa upp byggnader som låg långt ifrån samhällenas kraftverk. Under 1900-talet har utveckling skett dels av små vindkraftverk lämpade för lantbruk och bostäder men även av storskaliga vindgeneratorer som kan anslutas till de stora elnäten för långväga användning av energin. Dagens vindkraftverk drivs i alla storleksklasser från små verk för batteriladdning vid isolerade bostäder, upp till vindkraftsparker med effekter på nära nog en (1) gigawatt som försörjer nationella elnät med elenergi.

## Antiken

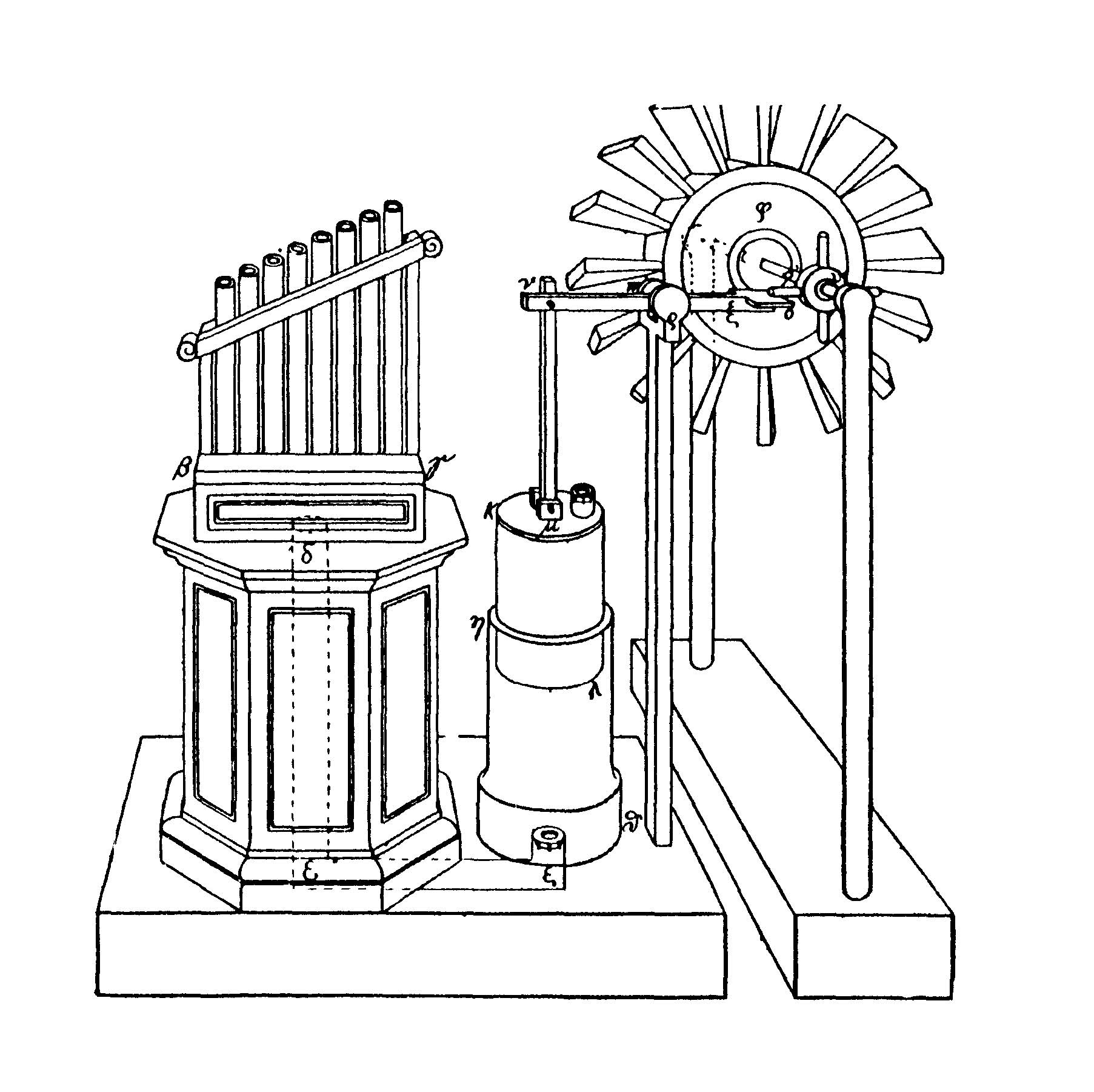
Herons vinddrivna orgel, den första maskin som drevs av vinden

Segelbåtar och segelskepp har använt vindkraft i åtminstone 5 500 år, och arkitekter har använt vinddriven naturlig ventilation i byggnader sedan urminnes tider. Användningen av vinden för att få mekanisk kraft kom något senare under antiken.
Det Babylonska rikets härskare Hammurabi avsåg att använda vindkraft för sitt ambitiösa bevattningsprojekt 1700 f.Kr.
Den grekiske ingenjören Herons vindhjul under första århundradet e.Kr. är det första kända exemplet på att driva en maskin med hjälp av ett vinddrivet hjul. Ett annat tidigt exempel på ett vinddrivet hjul var bönekvarnen, som användes i forna Tibet och Kina från 300-talet e.Kr.

## Tidig medeltid

Den persiska horisontella väderkvarnen.

Medeltida avbildning av en väderkvarn.

Den första väderkvarnen i praktisk drift användes i Sistan, en region i Iran gränsande till Afghanistan, åtminstone under 800-talet och kanske så tidigt som 600-talet e.Kr. Dessa  "Panemone windmills" var horisontella väderkvarnar, som hade långa vertikala drivaxlar med sex till tolv rektangulära kvarnvingar täckta med bastmattor eller tyg. Dessa väderkvarnar användes för att mala korn och för att pumpa upp vatten, och i mjöl- och sockertillverkning.
Väderkvarnar fick utbredd användning i Mellanöstern och Centralasien, och spreds senare till Kina och Indien. Vertikala väderkvarnar fick senare omfattande användning i västra Nordeuropa för malning av mjöl på 1180-talet, och många exempel finns fortfarande kvar. Vid början av 1000-talet användes vindkraftverk för att pumpa upp havsvatten för att utvinna salt i Kina och på Sicilien.
En vinddriven automat är känd från mitten av 700-talet: vinddrivna statyer som "vände sig efter vinden över kupolerna på de fyra portarna och palatset i den Runda staden i Bagdad". Den "Gröna kupolen till palatset bar upp en staty av en man till häst som bar på en lans som sades peka på fienden. Detta publika spektakel med en vinddriven staty har sin privata motsvarighet i Abbasidernas palats där automater av olika slag stod uppställda till beskådan."

## Sen medeltid

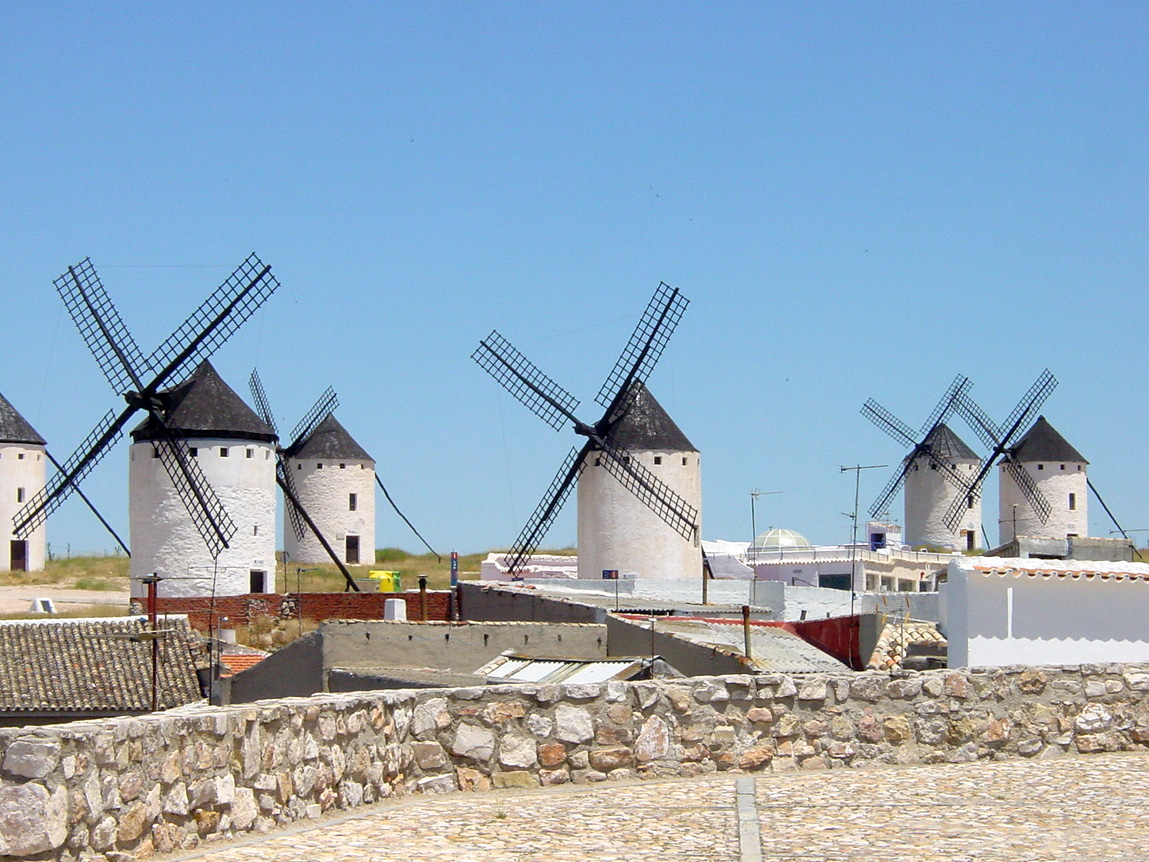
De vertikala väderkvarnarna i Campo de Criptana blev odödliggjorda i kapitel VIII av Don Quijote.

De första väderkvarnarna i Europa förekommer i källor som dateras till 1100-talet. Dessa tidiga europeiska väderkvarnar var stolpkvarnar. Den tidigaste säkra referensen till en väderkvarn dateras till 1185, i Weedley, Yorkshire, även om ett antal tidigare europeiska källor från 1100-talet som omnämner väderkvarnar också har anförts, men med osäkrare datering.
Ibland argumenteras för att korsfararna kan ha blivit inspirerade av väderkvarnarna i Mellanöstern, men detta är osannolikt eftersom de europeiska vertikala väderkvarnarna var av en i avgörande grad annan utformning än de horisontella väderkvarnarna i Afghanistan. Lynn White Jr., en specialist i medeltida europeisk teknologi, försäkrar att den europeiska väderkvarnen var en "oberoende uppfinning;" han säger att det är osannolikt att den horisontella väderkvarnen enligt afghansk modell skulle ha spritt sig så långt västerut som till Levanten under tiden för korstågen.
I det medeltida England gavs rättigheterna till platserna för utvinning av vattenkraft ofta till adeln och till prästerna, så vindkraften var en viktig resurs för den nya medelklassen. Dessutom påverkas inte väderkvarnar av vinterkölden, i motsats till vattenkvarnar som sätts ur drift om vattnet fryser.
På 1300-talet användes holländska väderkvarnar för att dränera marken på Rhendeltat.

## 1700-talet
Väderkvarnar användes för att pumpa upp vatten för utvinning av salt på Bermuda, och på  Cape Cod under den amerikanska revolutionen.

## 1800-talet

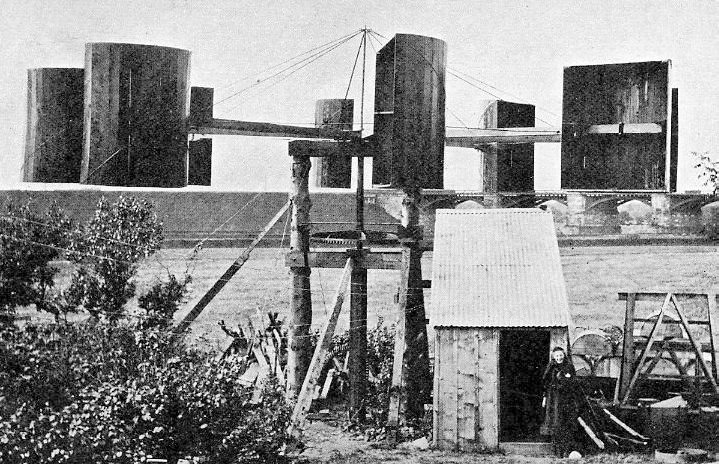
Blyths väderkvarn vid hans stuga i Marykirk 1891.

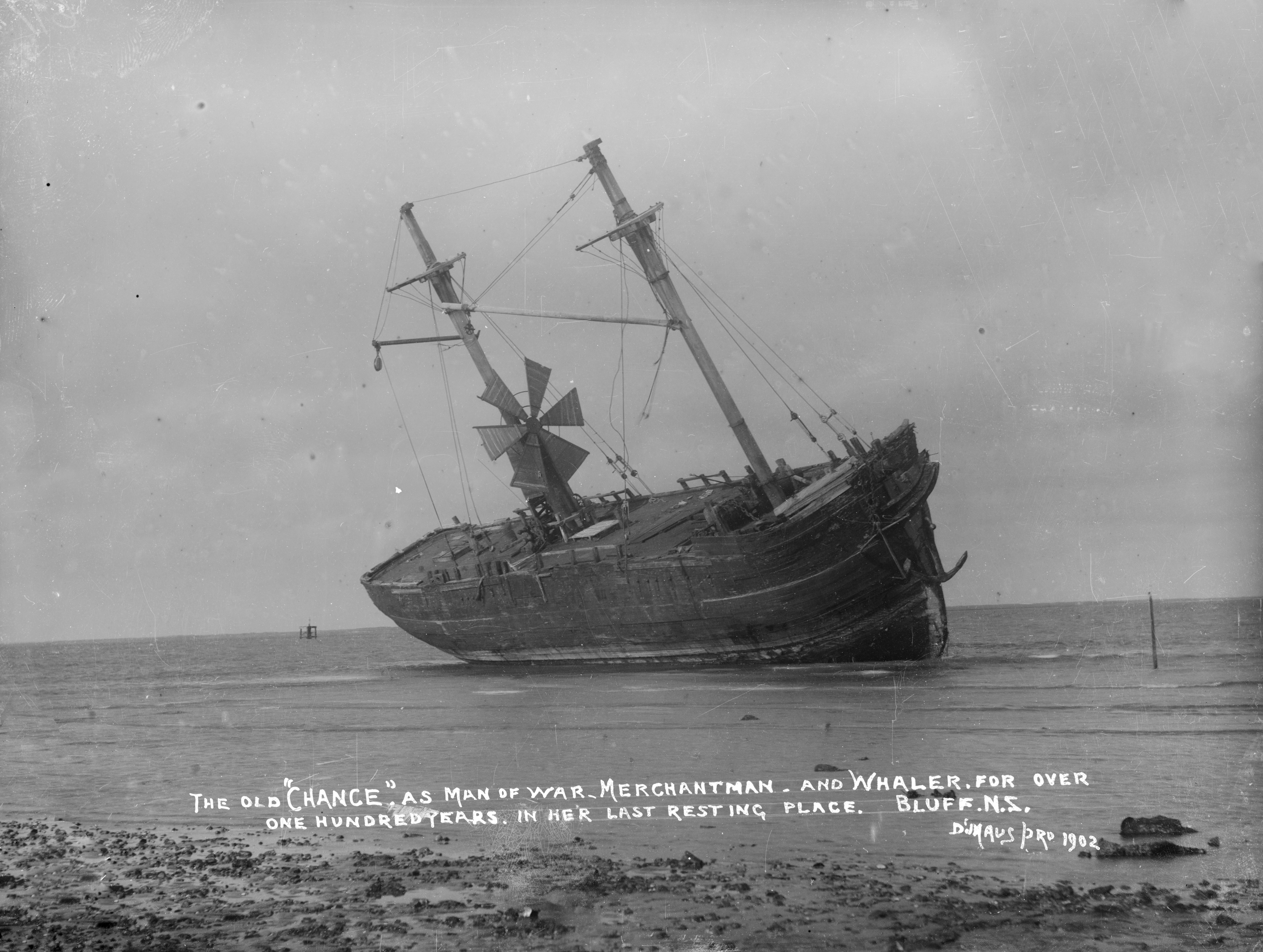
Generatorer drivna av vinden användes på fartyg i slutet av 1800-talet, här ses segelfartyget Chance från Nya Zeeland (1902).

I Danmark fanns år 1900 omkring 2 500 väderkvarnar som användes för mekanisk kraft till pumpar och kvarnar. Uppskattningsvis producerade de tillsammans en toppeffekt på 30 MW.
I amerikanska mellanvästern fanns mellan 1850 och 1900 ett stort antal små vindturbiner, omkring sex miljoner, som var installerade på farmar för att driva bevattningspumpar.  Firmor som Star, Eclipse, Fairbanks-Morse och Aeromotor blev kända leverantörer i Nord- och Sydamerika.
Den första vindturbinen som användes för produktion av elektrisk energi byggdes i Skottland i juli 1887 av professor James Blyth vid Anderson's College, Glasgow (föregångare till Strathclyde University). Blyths 10 meter höga vindturbin med tygsegel installerades i trädgården till hans sommarstuga i Marykirk i Kincardineshire och användes för att ladda ackumulatorer, utvecklade av fransmannen Camille Alphonse Faure och ge belysning i stugan, och gjorde det således till det första huset i världen som fick sin elenergi från vindkraften. Blyth erbjöd överskottsenergin till invånarna i Maykirk för att lysa upp huvudgatan, men de avvisade erbjudandet eftersom de tyckte att elektriciteten var ett ”djävulens påfund." Fastän han senare byggde en vindturbin för att ge nödkraft till traktens sjukhus  fick uppfinningen inte någon riktig fart, eftersom teknologin inte bedömdes vara ekonomiskt bärkraftig.
På andra sidan Atlanten, i Cleveland, Ohio konstruerades en större och tyngre bestyckad maskin. Den byggdes vintern 1887-1888 av Charles F. Brush och hans ingenjörsfirma vid hans hem och var i drift från 1886 till 1900. Brushs vindturbin hade en rotor med 17 m i diameter som var monterad på ett 18 meter högt torn. Även om den var stor enligt dagens standard, så gav maskinen bara 12 kW; den hade 144 blad och visade sig rotera ganska långsamt. Den anslutna generatorn användes för att antingen ladda en uppsättning batterier eller för att driva 100 glödlampor, tre båglampor och varierande motorer i Brushs laboratorium. Man slutade använda maskinen efter 1900 då elenergi fanns att tillgå från Clevelands centrala elkraftverk och den övergavs slutligen 1908.
1891 konstruerade den danske vetenskapsmannen Poul la Cour, en vindturbin för att generera elektricitet som användes för att producera vätgas genom elektrolys. Gasen lagrades och användes i experiment och för att lysa upp skolan Askov High school. Han löste senare problemet med att producera en konstant mängd energi genom att uppfinna en regulator. 1895 byggde han om sitt vindkraftverk till en prototyp till ett elkraftverk vilket användes för att lysa upp byn Askov.

## 1900-talet
Det kan vara praktiskt att dela in 1900-talet i två perioder:
- 1900–1973, då mindre vindturbiner fått spridning och konkurrerade med större elkraftverk som drevs med fossilt bränsle
- 1973–och framåt, efter att oljekrisen gett insikt om att satsningar på förnybara energikällor är nödvändiga.

### 1900–1973

#### Utvecklingen i Danmark

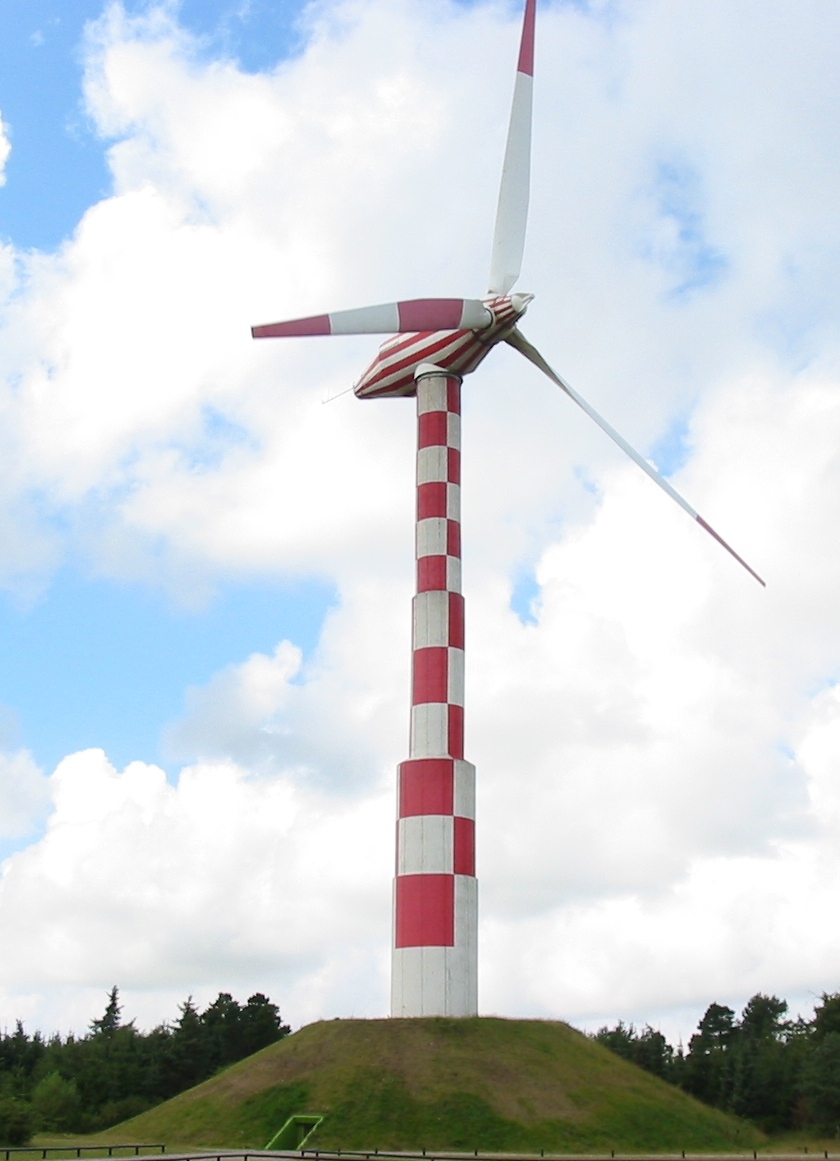
Det danska verket i Tvind på Vestjylland.

I Danmark fick vindkraften en viktig del i decentraliseringen av energiförsörjningen under 1900-talets första fjärdedel, delvis tack vare de första praktiska proven som gjordes av Poul la Cour 1891 i Askov. 1908 fanns där 72 vinddrivna elektriska generatorer från 5 till 25 kW. De största verken hade 24 m höga torn och fyrbladiga rotorer med diametern 23 m. 1957 installerade Johannes Juul ett vindkraftverk med 24 m diameter i Gedser, som var i drift från 1957 till 1967.  Verket var trebladigt, hade horisontell drivaxel och turbiner med stallreglering liknande de som nu används i utvecklingen av kommersiell vindkraft.
En betydande förändring skedde 1978 då världens första vindkraftverk med kapacitet på flera megawatt konstruerades i Tvind på Vestjylland. Det var tekniskt sett en föregångare på många sätt och tillät Vestas, Siemens och andra att få fram de komponentdelar de behövde. Särskilt viktigt var den nya vingkonstruktionen som man fick hjälp med av tyska specialister inom aerodynamik. Vindkraftverket i Tvind kunde leverera 2 MW, hade ett torn i form av en tub, och hade tre vingar vars vinkel mot vinden kunde ändras. Det byggdes av lärare och elever vid skolan i Tvind. Innan verket blev klart gjorde man narr av dessa "amatörer". Vindkraftverket är fortfarande i drift och ser nästan identiskt ut som de nya moderna.
Den danska kommersiella vindkraftsutvecklingen med stor serieproduktion av turbiner gjorde att små förbättringar ständigt kunde göras i kapacitet och effektivitet, i kontrast till utvecklingsmodeller där utvecklingen sker i stora steg med enheter vars storlekar i första hand baseras på teoretisk extrapolering.  En praktisk konsekvens nu är att alla kommersiella vindturbiner påminner om den danska modellen, en lättviktskonstruktion med tre vingar vända mot vinden.

#### Mindre vindkraftverk för landsbygden
1927 startade bröderna Joe Jacobs och Marcellus Jacobs en fabrik, Jacobs Wind i Minneapolis, för att tillverka generatorer till vindturbiner för användning på farmer. Dessa skulle främst användas för belysning eller batteriladdning, på farmer långt ifrån de centrala elverken och distributionsnäten. Under 30 år producerade företaget omkring 30 000 små vindturbiner, av vilka många var i drift under många år på avlägsna platser i Afrika och på Richard Byrds expedition till Antarktis. Många andra tillverkare producerade små vindkraftsenheter för samma marknad, inkluderande företag som Wincharger, Miller Airlite, Universal Aeroelectric, Paris-Dunn, Airline and Winpower.
1931 uppfanns Darrieus vindturbin som med sin vertikala axel erbjöd en annan konstruktionslösning än den konventionella horisontella vindturbinen. Den vertikala placeringen tillåter vind från alla riktningar utan justeringar, och den tunga generatorn och växellådan kan placeras på marken i stället för på toppen av ett torn.
På 1930-talet hade vindkraften kommit till allmän användning för att generera el på farmer i USA, där distributionssystemen ännu inte hade installerats. Dessa verk användes för att ladda batteristaplar och hade en generatorkapacitet på några hundra watt till flera kilowatt. Förutom att erbjuda kraft till farmer användes de också för isolerade tillämpningar, som katodskydd av broar för att förhindra korrosion. Under denna period var högvärdigt stål billigt och vindgeneratorerna placerades på toppen av förtillverkade öppna fackverkskonstruktioner av stål.
De mest spridda av de små vindgeneratorerna som producerades för amerikanska farmer på 1930-talet var en maskin med två vingar och horisontell drivaxel. Den tillverkades av Wincharger Corporation. Den hade en utgående toppeffekt av 200 watt. Vingarnas hastighet styrdes av böjda luftbromsar nära navet som grep in vid alltför snabb rotation. Dessa maskiner tillverkades fortfarande i USA under 1980-talet. 1936 påbörjades ett elektrifieringsprojekt i USA (Rural Utilities Service) som slog ut den naturliga marknaden för vindkraft, eftersom elkraftsdistributionen via kraftnät för en viss kapitalinvestering erbjöd farmarna en både tillgänglig och användbar energi som man var beroende av.
I Australien, byggde Dunlite Corporation flera hundra små vindgeneratorer för att ge elkraft till isolerade poststationer och farmer. Dessa maskiner tillverkades från 1936 till  1970.

#### Turbiner i optimal skala

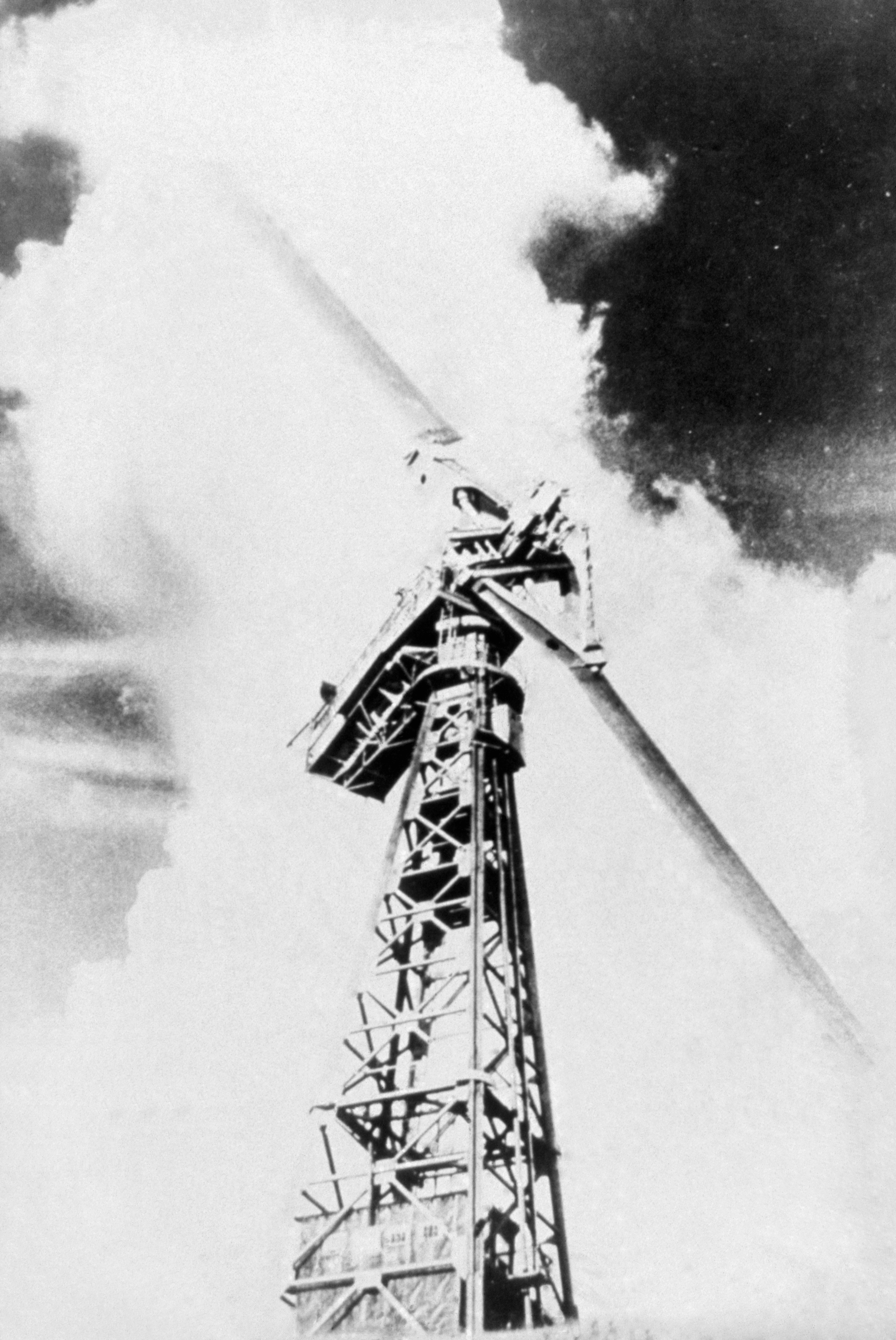
Världens första vindturbin i megawatt-klass, nära Grandpa's Knob Summit mountain, Castleton, Vermont.

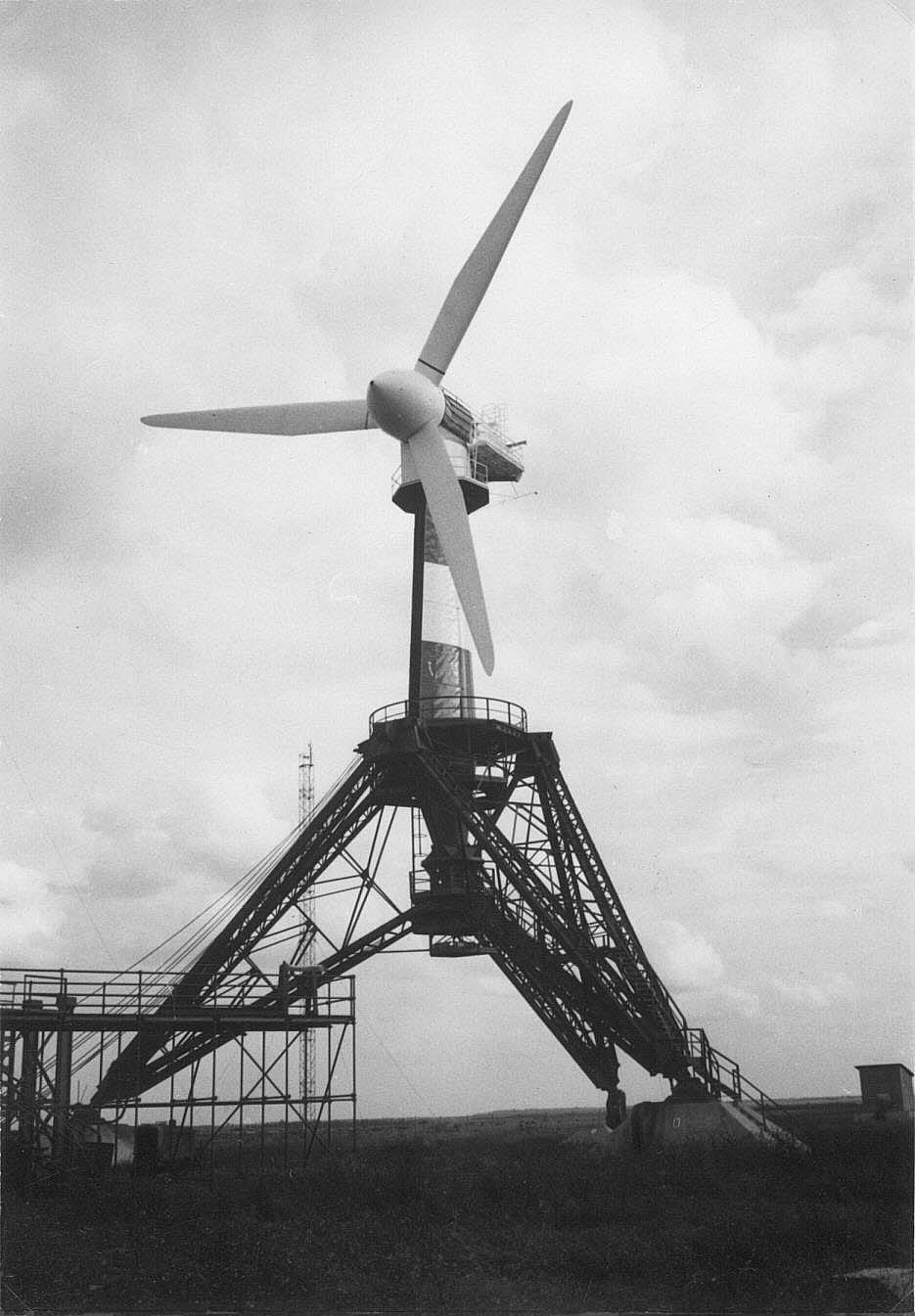
Experimentellt vindkraftverk vid Nogent-le-Roi, Frankrike, 1955.

En förlöpare till de moderna vindgeneratorerna med horisontell axel var WIME-3D som var i drift i Balaklava, nära Jalta, Sovjet från 1931 till 1942. Det var en generator på 100 kW på ett 30 m högt torn och ansluten till det lokala eldistributionsnätet på 6,3 kV. Det var försett med en rotor med tre stycken 30 m blad på ett fackverkstorn av stål.  Det rapporterades ha en årlig belastningsfaktor på 32 procent, vilket inte skiljer sig så mycket från nutida vindgeneratorer.
1941 anslöts Smith-Putnams vindturbin till det lokala eldistributionsnätet på berget Grandpa's Knob in Castleton, Vermont, USA. Det var världens första turbin i megawatt-storlek. Den hade konstruerats av Palmer Cosslett Putnam och tillverkats av S. Morgan Smith Company. Denna 1,25 MW Smith-Putnam-turbin var i drift 1100 timmar innan ett blad bröts på en känd svag punkt, som inte hade blivit förstärkt på grund av materialbrist i krigstid. Ingen enhet i liknande storlek kom att upprepa denna bedrift på fyrtio år.

#### Bränslebesparande turbiner

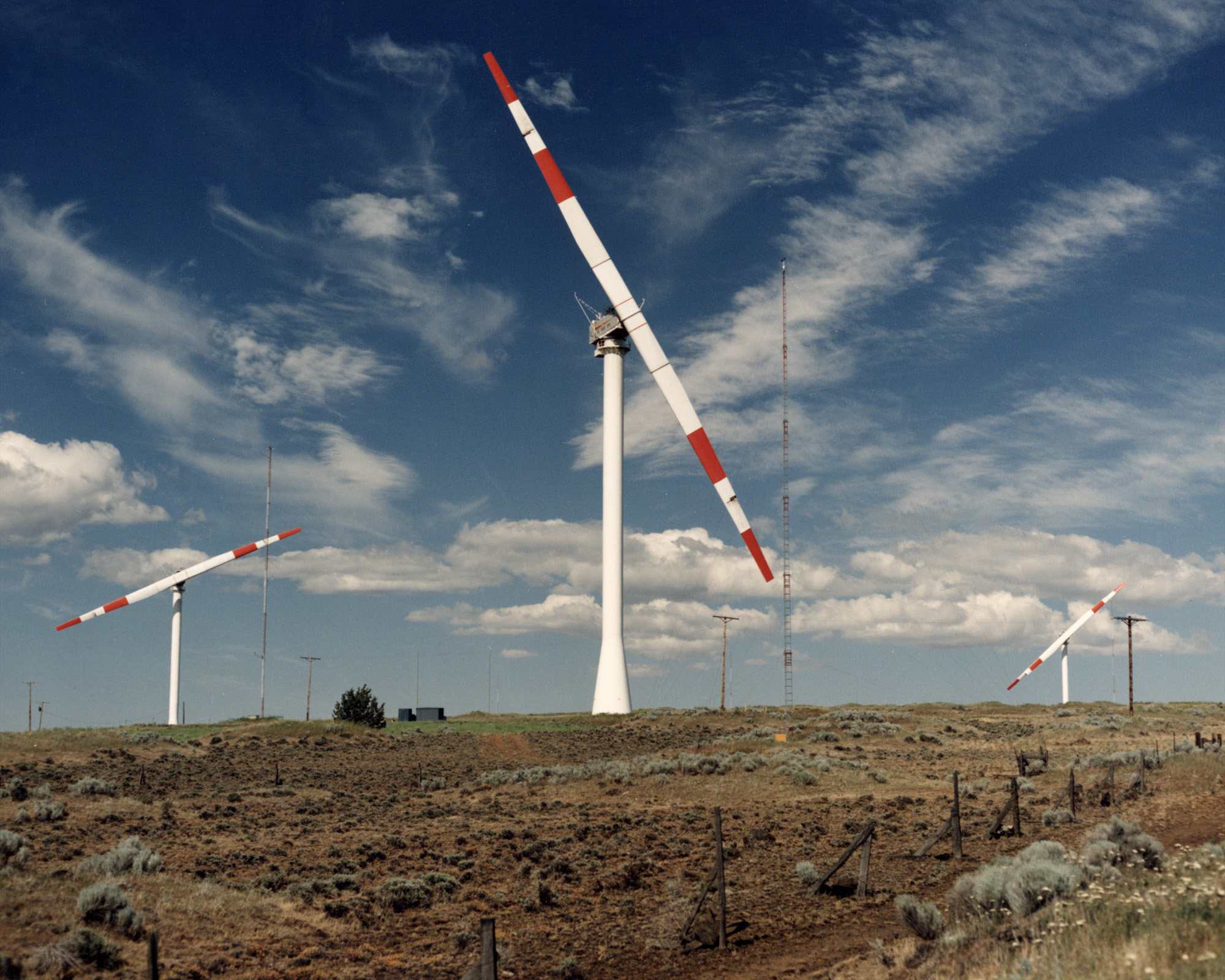
NASA/DOE:s 7,5 MW Mod-2 treturbinsgrupp vid Goodnoe Hills, Washington 1981.

Jämförelse av NASA:s vindturbiner.

Under andra världskriget användes små vindgeneratorer på de tyska ubåtarna för att ladda ubåtsbatterierna, som bränslebesparande åtgärd. 1946 drevs fyren och bostäderna på ön Neuwerk delvis av en 18 kW vindturbin med 15 meter i diameter, för att spara på dieselbränslet. Denna anordning var i drift under cirka 20 år innan den ersattes av en undervattenskabel från fastlandet.
Den franska energiforskningsstationen Station d'Etude de l'Energie du Vent i Nogent-le-Roi i Frankrike drev en experimentell vindturbin på 800 kW från 1956 till 1966.

### 1973–2000

#### Utvecklingen i USA
Från 1974 fram till mitten av 1980-talet arbetade regeringen i USA med industrin för att utveckla tekniken och möjliggöra stora kommersiella vindkraftverk. NASA:s vindkraftverk togs fram i ett projekt för att skapa turbinindustri i bruksskala i USA. Med bidrag från National Science Foundation och senare United States Department of Energy (DOE), sattes totalt 13 experimentella vindkraftverk i drift, med i huvudsak fyra olika konstruktioner. Detta forsknings- och utvecklingsprogram föregick mycket av den turbinteknologi i multi-megawatt-storlek som används idag, inklusive: torn av ståltuber, generatorer med variabel hastighet, kompositmaterial till vingarna, kontroll och reglering av vingens vinkel, såväl som aerodynamik och den ingenjörsmässiga kunnigheten i utformning av konstruktion och akustiska hänsyn. De stora vindturbinerna som utvecklades under denna satsning satte ett antal världsrekord i diameter och utgående effekt. Vindkraftparken MOD-2 med tre turbiner producerade 7,5 MW 1981. 1987 var MOD-5B den största enskilda vindturbinen i drift i världen med en rotordiameter på nästan 100 meter och en utgående effekt av 3,2 MW.  Den visade en tillgänglighet på 95 procent, en oöverträffad nivå för en ny förstaseries vindturbin. MOD-5B hade den första storskaliga variabla hastighetskontrollen och en sektionerad rotor med två blad som gjorde transporten lätt av rotorbladen. WTS-4 med 4 MW höll världsrekord i utgående effekt i över 20 år. Även om de senare enheterna kom att säljas kommersiellt, så sattes ingen av dessa tvåbladsrotorer i massproduktion. När oljepriserna gick ner med en faktor tre från 1980 fram till början av 1990-talet, lämnade många turbintillverkare marknaden, både stora och små. Den kommersiella försäljningen av NASA/Boeing Mod-5B, till exempel, upphörde 1987 då Boeing Engineering and Construction tillkännagav att de planerade att lämna marknaden därför att låga oljepriser gör användningen av vindkraft till  elproduktion oekonomisk
Senare under 1980-talet erbjöd Kalifornien skatterabatt för vindkraft. Dessa rabatter lade grunden till den första större användningen av vindkraft för energiförsörjning. Maskinerna, som var samlade i stora vindkraftsparker sådana som i Altamont Pass, skulle bedömas som små och oekonomiska enligt moderna standarder för vindkraftsutveckling.

#### Självförsörjning och tillbaka till naturen
Under 1970-talet började många människor att önska en självförsörjande livsstil. Solceller var för dyra för småskalig produktion av elenergi, så en del gick över till vindkraftverk. I början byggde de ad hoc-konstruktioner med hjälp av trä och bildelar. De flesta upptäckte att en pålitlig vindgenerator är ett ganska komplext ingenjörsprojekt, klart över gränsen för de flesta amatörer. Några började söka efter och bygga om vindgeneratorerna från de första vindturbinerna för farmar från 1930-talet, av vilka maskiner från Jacobs Wind Electric Company machines var speciellt eftersökta. Hundratals av Jacobs maskiner rekonditionerades och såldes under 1970-talet.
All större horisontellt monterade turbiner idag roterar åt samma håll (medurs) för att ge en samstämmig vy. De tidigare tillverkade turbinerna roterade moturs som de gamla väderkvarnarna, men ett skift ägde rum från 1978 och framåt. Den mer individualist-inriktade vindturbinskonstruktören Økær beslöt att ändra rotationsriktning för att skilja ut sig från Tvind-kollektivet och deras små vindturbiner. Några av kunderna var företag som senare kom att gå upp i Vestas, Siemens, Enercon och Nordex. Det fanns ett tryck från allmänheten att turbinerna skulle rotera åt samma håll. Framgången hos de nämnda företag kom därför att göra rotationen medurs till ny standard.
Efter experiment med rekonditionerade vindturbiner från 1930-talet började en ny generation av amerikanska tillverkare att bygga och sälja små vindturbiner inte bara till batteriladdning utan också för anslutning till elektriska nätverk. Ett tidigt exempel är Enertech Corporation of Norwich, Vermont, som hade börjar bygga 1,8 kW modeller i början av 1980-talet.
Under 1990-talet när estetik och hållbarhet blev allt viktigare, placerades turbinerna på torn av stålrör eller armerad betong. Små generatorer ansluts till tornet på marken, tornet reses sedan till upprätt position. Större generatorer lyfts upp till sin position på toppen av tornet och det finns en stege eller trappa på tornets insida för att ge möjlighet för tekniker att nå och underhålla generatorn och samtidigt vara skyddade för vädret.

### Fotnoter
1. ↑  Uttrycket ”horisontell” och ”vertikal” syftar på seglens rotationsplan. Moderna vindturbiner benämns vanligen efter huvudaxelns rotationsplan. Sålunda kan en horisontell kvarn också beskrivas som en "väderkvarn med vertikal axel" och en vertikal kvarn kan också beskrivas som en "väderkvarn med horisontell axel".
2. ↑  På originalspråk: "planning to leave the market because low oil prices are keeping windmills for electricity generation uneconomical."